# Liste des woredas de la région Somali
Voici la liste des 47 woredas de la région Somali en Éthiopie au début des années 2000[à vérifier]. Cette liste est élaborée grâce au rapport de la CSA, l'agence centrale de statistique d'Éthiopie).
Les woredas actuels sont listés dans les tableaux par zone en bas de page.
- Afder
- Afdem
- Aware
- Awbere
- Ayisha
- Babille
- Bare
- Boh
- Cherti (ou Weyib)
- Danan
- Danot
- Debeweyin
- Degehabur
- Degehamedo
- Dembel
- Dihun
- Dolobay
- Dolo Odo
- Elkere (ou Serer)
- Erer
- Ferfer
- Filtu (ou Liben)
- Fiq
- Gashamo
- Geladin
- Gerbo
- Gode
- Guradamole
- Gursum
- Hamero
- Harshin
- Jijiga
- Kebri Beyah
- Kebri Dahar
- Kelafo
- Miesso (ou Mulo)
- Mirab Imi
- Moyale
- Mustahil
- Segeg
- Shekosh
- Shilabo (ou Shilavo)
- Shinile
- Warder (ou Werder)